# イギリス海軍巡洋艦一覧
イギリス海軍巡洋艦一覧（イギリスかいぐんじゅんようかんいちらん）は、イギリス海軍がかつて保有した巡洋艦の一覧であり、一等巡洋艦、防護巡洋艦、偵察巡洋艦、軽巡洋艦、重巡洋艦、大型軽巡洋艦に区分する。巡洋戦艦は含まないものとする。イギリス海軍には現在就役している巡洋艦は存在しない。

## 概要
一等巡洋艦：イギリス海軍では装甲巡洋艦と大型の防護巡洋艦（一等防護巡洋艦）とを区別せず、合わせて一等巡洋艦と称しており、このクラスがのちに巡洋戦艦に発達していったものと考えられている。
防護巡洋艦：防護巡洋艦とは舷側装甲を持たない代わりに防護甲板と石炭庫によって防御を行った艦をいう。以下に防護巡洋艦として示す艦は、イギリス海軍の分類では二等巡洋艦および三等巡洋艦に相当する。三等巡洋艦は小型のため主力艦隊と行動を共にすることを想定されていなかった。
偵察巡洋艦：偵察巡洋艦は、防護巡洋艦より小型・高速・軽武装で、装甲を持った巡洋艦であり、捜索と、駆逐艦隊の嚮導を任務とした。偵察巡洋艦は機関の進歩、駆逐艦の大型高速化および軽巡洋艦の出現で存在価値を失った。
軽巡洋艦：燃料の重油への切り替えによる石炭庫の消滅と、装甲技術の進歩によって、防護巡洋艦は軽巡洋艦（軽装甲巡洋艦）にとって代わられることとなった。軽巡洋艦は、1930年のロンドン海軍軍縮条約において、主砲口径6.1インチ（155mm）以下、基準排水量10,000トン以下、という新たな定義を与えられた。
重巡洋艦：重巡洋艦は、1930年のロンドン海軍軍縮条約で、主砲口径が6.1インチ（155mm）超、8インチ（203mm）以下で、かつ基準排水量10,000トン以下と定義された巡洋艦である。7.5インチ（mm）砲を装備しているため最初の重巡洋艦とされるホーキンズ級は、1922年の出現当時は重巡洋艦でなく「軽巡洋艦の発達型」と考えられていた。
大型軽巡洋艦：大型軽巡洋艦はフィッシャー提督が推進した計画で、大口径砲を備えながら、深度の浅いバルト海で行動するために喫水を浅くした巡洋艦で、「ハッシュ・ハッシュ・クルーザー」という通称を持つ。この艦種はしばしば巡洋戦艦の一種とみなされる。

## 一等巡洋艦
（()内は竣工年（ただし()Lは進水年）、 t は常備排水量または基準排水量。以下共通。）
- シャノン （装甲巡洋艦） Shannon (1877) - 5,670 t
- ネルソン級 （一等装甲巡洋艦） Nelson class - 7,473 t
  - ネルソン Nelson (1881)
  - ノーサンプトン Northampton (1878)
- インペリューズ級 （一等装甲巡洋艦） Imperieuse class - 8,500 t
  - インペリューズ Imperieuse (1886)
  - ウォースパイト Warspite (1888)
- オーランド級 （一等装甲巡洋艦） Orlando class - 5,600 t
  - オーランド Orlando (1888)
  - オーストラリア Australia (1888)
  - アンドーンテッド Undaunted (1889)
  - ナーシサス Narcissus (1889)
  - ガラティア Galatea (1889)
  - イモーテリテ Immortalite (1889)
  - オーロラ Aurora (1889)
- ブレイク級 （一等防護巡洋艦） Blake class - 9,150 t
  - ブレイク Blake (1892)
  - ブレニム Blenheim (1894)
- エドガー級 （一等防護巡洋艦） Edgar class - 7,350 t
  - エドガー Edgar (1893)
  - ホーク Hawke (1893)
  - エンディミアン Endymion (1894)
  - ロイヤル・アーサー Royal Arthur (1893)
  - ジブラルタル Gibraltar (1894)
  - グラフトン Grafton (1894)
  - セント・ジョージ St George (1894)
  - シシュース Theseus (1896)
  - クレセント Crescent (1894)
- パワフル級 （一等防護巡洋艦） Powerful class - 14,200 t
  - パワフル Powerful (1897)
  - テリブル Terrible (1898)
- ダイアデム級 （一等防護巡洋艦） Diadem class - 11,000 t
  - ダイアデム Diadem (1898)
  - ナイオビ Niobe (1898) - 1910年カナダ海軍に移籍
  - ユーローパ Europa (1899)
  - アンドロメダ Andromeda (1899)
  - アンフィトライティ Amphitrite (1901)
  - アーゴノート Argonaut (1900)
  - アリアドニ Ariadne (1902)
  - スパーティエイト Spartiate (1903)
- クレッシー級 （一等装甲巡洋艦） Cressy class - 12,000 t
  - クレッシー Cressy (1901)
  - サトレッジ Sutlej (1902)
  - アブーキア Aboukir (1902)
  - ホーグ Hogue (1902)
  - バッカント Bacchante (1902)
  - ユーライアラス Euryalus (1904)
- ドレーク級 （一等装甲巡洋艦） Drake class - 14,150 t
  - ドレイク Drake (1903)
  - グッド・ホープ Good Hope (1902) - 旧艦名「アフリカ Africa」
  - キング・アルフレッド King Alfred (1903)
  - レヴァイアサン Leviathan (1903)
- マンマス級 （一等装甲巡洋艦） Monmouth class - 9,800
  - マンマス Monmouth (1903)
  - ベドフォード Bedford (1903)
  - エセックス Essex (1904)
  - ケント Kent (1903)
  - ベリック Berwick (1903)
  - コーンウォール Cornwall (1904)
  - カンバーランド Cumberland (1904)
  - ドニゴール Donegal (1903)
  - ランカスター Lancaster (1904)
  - サフォーク Suffolk (1904)
- デヴォンシャー級 （一等装甲巡洋艦） Devonshire class - 10,850 t
  - デヴォンシャー Devonshire (1905)
  - ハンプシャー Hampshire (1905)
  - カーナヴォン Carnarvon (1905)
  - アントリム Antrim (1905)
  - ロックスバラ Roxburgh (1905)
  - アーガイル Argyll (1905)
- デューク・オブ・エジンバラ級 （一等装甲巡洋艦） Duke of Edinburgh class - 13,550 t
  - デューク・オブ・エジンバラ グループ
    - デューク・オブ・エジンバラ Duke of Edinburgh (1906)
    - ブラック・プリンス Black Prince (1906)

  - ウォーリア グループ
    - ウォーリア Warrior (1906)
    - コクラン Cochrane (1907)
    - アキリーズ Achilles (1907)
    - ナタル Natal (1907)
- マイノーター級 （一等装甲巡洋艦） Minotaur class - 14,600 t
  - マイノーター Minotaur (1908)
  - シャノン Shannon (1908)
  - ディフェンス Defence (1909)

## 防護巡洋艦
- アイリス級 （二等巡洋艦） Iris class - 3,730 t
  - アイリス Iris (1879)
  - マーキュリー Mercury (1879)
- コーマス級 （三等巡洋艦） Comus class - 2,380 t
  - コーマス Comus (1878)L
  - キュラソー Curacoa (1878)L
  - チャンピオン Champion (1878)L
  - クレオパトラ Cleopatra (1878)L
  - カリスフォート Carysfort (1878)L
  - コンケスト Conquest (1878)L
  - コンスタンス Constance (1880)L - 2,590 t
  - カナダ Canada (1881)L
  - コーデリア Cordelia (1881)L
- リアンダー級 （二等巡洋艦） Leander class - 4,300 t
  - リアンダー Leander (1885)
  - アンフィオン Amphion (1887)
  - アリシューザ Arethusa (1886)
  - フェイトン Phaeton (1886)
- カリプソ級 （三等巡洋艦） Calypso class - 2,770 t
  - カライアピ Calliope (1884)L
  - カリプソ Calypso (1885)L
- マージー級 （二等巡洋艦） Mersey class - 4,050 t
  - マージー Mersey (1887)
  - セヴァーン Severn (1888)
  - テムズ Thames (1888) - 「ジェネラル・ボサ General Botha」と改名
  - フォース Forth (1889)
- メディア級 （三等巡洋艦） Medea class - 2,850 t
  - メディア Medea (1889)
  - マラソン Marathon (1889) - 2,950 t
  - マジシャン Magicienne (1889) - 2,950 t
  - メデューサ Medusa (1889)
  - メルポミニ Melpomene (1890) - 2,950 t
- パラス級 （三等巡洋艦） Pallas class - 2,575 t
  - 前期型 - オーストラリア向け
    - カトゥーンバ Katoomba (1891) - 旧名「パンドーラ Pandora」
    - ミルデューラ Mildura (1891) - 旧名「ピローラス Pelorus」
    - リンガルーマ Ringarooma (1891) - 旧名「サイキ Psyche」
    - タウランガ Tauranga (1891) - 旧名「フィーニクス Phoenix」
    - ワラルー Wallaroo (1891) - 旧名「パーシアン Persian」

  - 後期型
    - パラス Pallas (1891)
    - パール Pearl (1892)
    - フィービ Phoebe (1892)
    - フィラメル Philomel (1891)
- アポロ級 （二等巡洋艦） Apollo class - 3,400 t
  - アポロ Apollo (1892)
  - イオーラス Aeolus (1894) - 3,600 t
  - アンドロマキ Andromache (1892)
  - ブリリアント Brilliant (1893) - 3,600 t
  - インディファティガブル Indefatigable (1892) - 3,600 t
  - イントレピッド Intrepid (1894) - 3,600 t
  - イフィゲネイア Iphigenia (1892) - 3,600 t
  - ラトーナ Latona (1893)
  - メランパス Melampus (1890)L
  - ナイアド Naiad (1893)
  - ピーク Pique (1890)L - 3,600 t
  - レインボウ Rainbow (1892) - 3,600 t 、1910年カナダ海軍に移籍
  - レトリビューション Retribution (1891)L - 3,600 t
  - サフォー Sappho (1893)
  - シラ Scylla (1892)
  - シリアス Sirius (1891) - 3,600 t
  - スパータン Spartan (1892) - 3,600 t 、1921年「デファイアンス Defiance」と改名
  - シビル Sybille (1890)L
  - タープシコリ Terpsichore (1890)L
  - セティス Thetis (1892)
  - トリビューン Tribune (1891)L
- アストリーア級 （二等巡洋艦） Astraea class - 4,360 t
  - アストリーア Astraea (1895)
  - ボナヴェンチャー Bonaventure (1894)
  - カンブリアン Cambrian (1893)L
  - カリブディス Charybdis (1896)
  - フローラ Flora (1895) - 「インダスII Indus II」と改名
  - フォート Forte (1895)
  - フォックス Fox (1895)
  - ハーマイオニー Hermione (1896) - 「ウォースパイト Warspite」と改名
- エクリプス級 （二等巡洋艦） Eclipse class - 5,600 t
  - エクリプス Eclipse (1897)
  - ダイアナ Diana (1897)
  - ダイドー Dido (1898)
  - ドーリス Doris (1897)
  - アイシス Isis (1898)
  - ジュノー Juno (1897)
  - ミナーヴァ Minerva (1897)L
  - トールボット Talbot (1896)
  - ヴィーナス Venus (1897)
- アラガント級 （二等巡洋艦） Arrogant class - 5,750 t
  - アラガント Arrogant (1898)
  - フューリアス Furious (1898) - 1915年「フォート Forte」と改名
  - グラディエーター Gladiator (1899)
  - ヴィンディクティブ Vindictive (1900)
- ピローラス級 （三等巡洋艦） Pelorus class - 2,135 t
  - ピローラス Pelorus (1897)
  - パクトーラス Pactolus (1898)
  - プロセルピナ Proserpine (1899)
  - ペガサス Pegasus (1899)
  - パーシュース Perseus (1901)
  - パモーナ Pomone (1899)
  - ピラマス Pyramus (1900)
  - サイキ Psyche (1900) - 1915年オーストラリア海軍に移籍
  - プロメテュース Prometheus (1898)L
  - パイアニア Pioneer (1900) - 1912年オーストラリア海軍に移籍
  - パンドーラ Pandora (1901)
- ハイフライヤー級 （二等巡洋艦） Highflyer class - 5,650 t
  - ハイフライヤー Highflyer (1899)
  - ハーミーズ Hermes (1899)
  - ハイアシンス Hyacinth (1900)
- チャレンジャー級 （二等巡洋艦） Challenger class - 5,915 t
  - チャレンジャー Challenger (1904)
  - エンカウンター Encounter (1905) - 1912年オーストラリア海軍に移籍、1923年「ペンギン Penguin」と改名
- トパーズ級 （三等巡洋艦） Topaze - 3,000 t
  - トパーズ Topaze (1904)
  - アメシスト Amethyst (1905)
  - ダイヤモンド Diamond (1905)
  - サファイア Sapphire (1905)

## 偵察巡洋艦
- アドヴェンチャー級 Adventure class - 2,640 t
  - アドヴェンチャー Adventure (1905)
  - アテンティブ Attentive (1905)
- フォワード級 Forward class - 2,860 t
  - フォワード Forward (1905)
  - フォアサイト Foresight (1905)
- パスファインダー級 Pathfinder class - 2,900 t
  - パスファインダー Pathfinder (1905)
  - パトロール Patrol (1905)
- センティネル級 Sentinel class - 2,880 t
  - センティネル Sentinel (1905)
  - スカーミシャー Skirmisher (1905)
- ボーディシア級 Boadicea class - 3,300 t
  - ボーディシア Boadicea (1908)
  - ベローナ Bellona (1909)
- ブロンド級 Blonde class - 3,350 t
  - ブロンド Blonde (1910)
  - ブランチ Blanche (1909)
- アクティブ級 Active class - 3,440 t
  - アクティブ Active (1911)
  - アンフィオン Amphion (1911)
  - フィアレス Fearless (1912)

## 軽巡洋艦
- タウン級 (初代) Town class
  - ブリストル級 Bristol class - 4,800 t
    - ブリストル Bristol (1912)
    - グラスゴー Glasgow (1910)
    - グロスター Gloucester (1910)
    - リヴァプール Liverpool (1910)
    - ニューカッスル Newcastle (1910)

  - ウェイマス級 - 5,250 t
    - ウェイマス Weymouth (1911)
    - ダートマス Dartmouth (1911)
    - ファルマス Falmouth (1911)
    - ヤーマス Yarmouth (1912)

  - チャタム級 - 5,400 t
    - チャタム Chatham (1912)
    - ダブリン Dublin (1913)
    - サウサンプトン Southampton (1912)
    - ブリスベン Brisbane (1916) - オーストラリア海軍
    - メルボルン Melbourne (1913) - オーストラリア海軍
    - シドニー Sydney  (1913) - オーストラリア海軍

  - バーミンガム級 - 5,440 t
    - バーミンガム Birmingham (1914)
    - ローストフト Lowestoft (1914)
    - ノッティンガム Nottingham (1914)
    - アデレード Adelaide (1922) - 5,550 t 、オーストラリア海軍

  - バーケンヘッド級 - 5,185 t
    - バーケンヘッド Birkenhead (1915) - 旧ギリシャ海軍「アンテネヴァオス・コントリオティス Antinavarhos Kontouriotis」
    - チェスター Chester (1916) - 旧ギリシャ海軍「ランブロス・カタソニス Lambros Katsonis」
- アリシューザ級 (初代) Arethusa class - 3,750 t
  - アリシューザ Arethusa (1914)
  - オーロラ Aurora (1914)
  - ガラティア Galatea (1914)
  - インコンスタント Inconstant (1915)
  - ペネロピ Penelope (1914)
  - フェートン Phaeton (1915)
  - ロイヤリスト Royalist (1915)
  - アンドーンテッド Undaunted (1914)
- カロライン級 Caroline class - 4,219 t
  - カロライン Caroline (1914)
  - カリスフォート Carysfort (1915)
  - クレオパトラ Cleopatra (1915)
  - コーマス Comus (1915)
  - コンケスト Conquest (1915)
  - コーデリア Cordelia (1915)
- カライアピ級 - 4,228 t
  - カライアピ Calliope (1915)
  - チャンピオン Champion (1915)
- カンブリアン級 - 4,320t
  - カンブリアン Cambrian (1916)
  - カンタベリー Canterbury (1916)
  - カースター Castor (1915)
  - コンスタンス Constance (1916)
- セントー級 - 4,165 t
  - セントー Centaur (1916)
  - コンコード Concord (1916)
- カレドン級 - 4,180 t
  - カレドン Caledon (1917)
  - カリプソ Calypso (1917)
  - カサンドラ Cassandra (1917)
  - カリドク Caradoc (1917)
- シアリーズ級 - 4,190 t
  - カーディフ Cardiff (1917)
  - シアリーズ Ceres (1917)
  - コヴェントリ Coventry (1918)
  - キュラソー Curacoa (1918)
  - カーリュー Curlew (1917)
- ケープタウン級 - 4,200 t
  - カイロ Cairo (1919)
  - カルカッタ Calcutta (1919)
  - ケープタウン Capetown (1922)
  - カーライル Carlisle (1918) - 「旧名カーンプル Cawnpore」
  - コロンボ Colombo (1919)
- ダナイー級 Danae class - 4,850 t
  - ダナイー Danae (1918)
  - ドーントレス Dauntless (1918)
  - ドラゴン Dragon (1918)
  - デリー Delhi (1919)
  - ダニーディン Dunedin (1919)
  - ダーバン Durban (1921)
  - ディスパッチ Despatch (1922)
  - ダイアミード Diomede (1922)
  - ディーダラス Deadalus （建造中止）
  - デアリング Daring （建造中止）
  - デスペレート Desperate （建造中止）
  - ドライアド Dryad （建造中止）
- エメラルド級 Emerald class - 7,550 t
  - エメラルド Emerald (1926)
  - エンタープライズ Enterprise (1926) - 7,580 t
  - ユーフレイティーズ Euphrates （建造中止）
- リアンダー級 Leander class
  - アキリーズ Achilles (1933) - 7,030t、ニュージーランド海軍。1948年「デリー Delhi」としてインド海軍に移籍
  - エイジャクス Ajax (1935) - 6985 t
  - リアンダー Leander (1933) - 7,270 t、ニュージーランド海軍
  - ネプチューン Neptune (1934) - 7,175 t
  - オライオン Orion (1934) - 7,215 t
- パース級 Perth class - 6,980 t
  - アンフィオン Amphion (1936) - 1939年「パース Perth」としてオーストラリア海軍に移籍
  - アポロ Apollo (1936) - 1939年「ホバート Hobert」としてオーストラリア海軍に移籍
  - シドニー Sydney (1935) - オーストラリア海軍。旧艦名「フェートン Phaeton」
- アリシューザ級 (2代) Arethusa class - 5,220 t
  - アリシューザ Arethusa (1935)
  - オーロラ Aurora (1937) - 5,270 t
  - ガラティア Galatea (1935)
  - ペネロピ Penelope (1936) - 5,270 t
- タウン級 (2代) Town class
  - サウサンプトン級 Southampton class - 9,100 t
    - サウサンプトン Southampton (1937)
    - バーミンガム Birmingham (1937)
    - グラスゴー Glasgow (1937)
    - ニューカッスル Newcastle (1937)
    - シェフィールド Sheffield (1937)

  - グロスター級 - 9,400 t
    - グロスター Gloucester (1939)
    - リヴァプール Liverpool (1939)
    - マンチェスター Manchester (1938)

  - エディンバラ級 - 10,260 t
    - エディンバラ Edinburgh (1939)
    - ベルファスト Belfast (1939)
- ダイドー級 Dido class - 5,600 t
  - ボナヴェンチャー Bonaventure (1940)
  - ダイドー Dido (1940)
  - ハーマイオニー Hermione (1941)
  - ナイアド Naiad (1940)
  - フィービ Phoebe (1940)
  - ユーライアラス Euryalus (1941)
  - シリアス Sirius (1942)
  - カリブディス Charybdis (1941)
  - クレオパトラ Cleopatra (1941)
  - シラ Scylla (1942)
  - アルゴノート Argonaut (1942)
- ベローナ級 - 5,770 t
  - ベローナ Bellona (1943) - 1956年ニュージーランド海軍に移籍
  - ブラック・プリンス Black Prince (1943) - 1948年ニュージーランド海軍に移籍
  - ダイアデム Diadem (1944) - 1956年「バブール Babur」としてパキスタン海軍に移籍
  - ロイヤリスト Royalist (1943) - 1956年ニュージーランド海軍に移籍
  - スパルタン Spartan (1943)
- クラウン・コロニー級 Crown Colony class
  - 前期型（フィジー・グループ；Fiji group） - 8,525 t
    - バーミューダ Bermuda (1942)
    - フィジー Fiji (1940)
    - ガンビア Gambia (1942)
    - ジャマイカ Jamaica (1942)
    - ケニア Kenya (1940)
    - モーリシャス Mauritius (1941)
    - ナイジェリア Nigeria (1940) - 1957年「マイソール Mysore」としてインド海軍に移籍
    - トリニダード Trinidad (1941)

  - 後期型（セイロン・グループ；Ceylon group） - 8,875 t
    - セイロン Ceylon (1943)
    - ニューファンドランド Newfoundland (1943)
    - ウガンダ Uganda (1943) - 1944年「ケベック Quebec」としてカナダ海軍に移籍
- スウィフトシュア級 Swiftsure class - 8,800t
  - スウィフトシュア Swiftsure (1944)
  - オンタリオ Ontario (1945) - 完成と同時にカナダ海軍に移籍。旧名「マイノーター Minotaur」
  - シュパーブ Superb (1945) - 8,885 t
- タイガー級 Tiger class - 9,550 t
  - タイガー Tiger (1959) - 旧名「ベレロフォン Bellerophon」
  - ライオン Lion (1960) - 旧名「ディフェンス Defence」
  - ブレイク Blake (1961) - 旧名「タイガー Tiger」
  - ホーク Hawke （建造中止）
  - ベレロフォン Bellerophon （未起工）

## 重巡洋艦
- ホーキンス級 Hawkins class - 9,750 t（カベンディッシュ級 Cavendish class ということもある。）
  - カヴェンディッシュ Cavendish (1918) - 航空母艦ヴィンディクティブ Vindictive として完成。その後1923年巡洋艦に復帰し、1936年練習船に改造
  - ホーキンス Hawkins (1919)
  - ローリー Raleigh (1921)
  - フロビッシャー Frobisher (1924)
  - エッフィンガム Effingham (1925)
- カウンティ級 County class
  - ケント級 Kent class - 10,570 t
    - カンバーランド Cumberland (1928)
    - ベリック Berwick (1928)
    - コーンウォール Cornwall (1928)
    - サフォーク Suffolk (1928)
    - ケント Kent (1928)
    - オーストラリア Australia (1928) - オーストラリア海軍
    - キャンベラ Canberra (1928) - オーストラリア海軍

  - ロンドン級 - 9,750 t
    - ロンドン London (1929)
    - デヴォンシャー Devonshire (1929)
    - シュロップシャー Shropshire (1929) - 1943年オーストラリア海軍に移籍
    - サセックス Sussex (1929)

  - ノーフォーク級
    - ノーフォーク Norfolk (1930) - 9,750 t
    - ドーセットシャー Dorsetshire (1930) - 9,900 t
- ヨーク級 York class
  - ヨーク York (1930) - 8,250 t
  - エクセター Exeter (1931) - 8,390 t
- サリー級 Surrey class（計画中止）
  - サリー（Surrey）
  - ノーサンバーランド（Northumberland）
- 1940年案 - （4隻計画中止）

## 大型軽巡洋艦
- グローリアス級 Glorious class - 19,230 t
  - グローリアス Glorious (1917) - 1930年航空母艦に改装
  - カレイジャス Courageous (1917) - 1928年航空母艦に改装
- フューリアス Furious (1917) - 19,513 t。航空母艦として完成